# 夏子と天才詐欺師たち
『夏子と天才詐欺師たち』（なつことてんさいさぎしたち）は、2010年8月14日の21:00-22:51に、朝日放送・テレビ朝日系列にて放送された、単発スペシャルのテレビドラマ。
父親の工場の融資で銀行に騙され、絶望のドン底にいた女が、ひょんな事から凄腕詐欺師チームに参加し、銀行の不正融資を暴き出す物語。藤山直美の2時間ドラマ初主演作品であり、NHK大阪放送局の名物ドラマディレクターだった長沖渉の民放ドラマ初演出作品であり、大阪のキャスト・スタッフで作られた久々の関西発信のテレビドラマである。

## キャスト
- 鏑木夏子：藤山直美
- 権藤和則(詐欺師チームボス)：岸部一徳
- 桜田富士子(詐欺師チームメンバー)：鈴木京香
- 北島雄一郎(詐欺師チームメンバー)：高知東生
- 奥田幸男(詐欺師チームメンバー)：多賀勝一
- 高杉喜和(クラブのママ)：純名里沙
- 鏑木茂(夏子の父)：佐川満男
- 猿山一郎(民自党衆議院議員)：ベンガル
- 桂川昌夫(銀行の頭取)：曾我廼家玉太呂
- 小倉厚志(銀行の支店長)：曾我廼家八十吉
- タクシー運転手：井之上チャル
- その他：市川奈穂、大橋梓、三輪美優、緒方ちか、田村ツトム、廣芝友孝

## スタッフ
- 脚本：大石静
- 監督：長沖渉
- 監督補：鐘江稔
- 助監督：小河久史、春本雄二郎

- 音楽：梅林茂
- 協力：東通企画、東通ライティング、アイネックス、MBS企画
- プロデュース：深沢義啓、志村彰
- 製作協力：The icon
- 製作：朝日放送